# Parque Farroupilha
O Parque Farroupilha, mais conhecido como Parque da Redenção ou simplesmente por A Redenção, é o parque mais tradicional e popular da cidade brasileira de Porto Alegre, capital do estado do Rio Grande do Sul. É tombado pela Prefeitura.
Localizado junto ao Centro Histórico da cidade, área densamente povoada, é um local muito visitado pelos porto-alegrenses, seja para praticar esportes, tomar sol ou confraternizar tomando chimarrão com a família e amigos. Tem dezenas de monumentos em seu interior e muitos recantos pitorescos. O seu perímetro é definido pelas ruas Setembrina e Luís Englert e as avenidas Oswaldo Aranha, João Pessoa e José Bonifácio. Nas bordas do parque ao longo dos anos foram construídos diversos edifícios que hoje são marcos arquitetônicos da cidade, como o Instituto de Educação, o Auditório Araújo Viana, o Colégio Militar e os prédios históricos da UFRGS. Em 2022, alegando que o parque é deficitário, o governo municipal anunciou que pretende concedê-lo à administração privada, gerando muitos protestos.

## História
O local onde hoje está o parque antigamente era a chamada Várzea do Portão, uma grande planície de inundação próxima do antigo portão da Vila de Porto Alegre. Em 23 de fevereiro de 1807 a Câmara Municipal solicitou ao então governador da Capitania de São Pedro do Rio Grande do Sul, almirante Paulo Gama (futuro 1.° barão de Bagé), que fizesse a doação da Várzea para ser usada como logradouro público, bem como uma área de concentração para os rebanhos de gado trazidos para abastecimento local. Contudo, sua medição efetiva só seria realizada entre 1820 e 1825.
Em 1826 uma tentativa de loteamento foi impedida pelo imperador dom Pedro I, amparado pela cláusula de doação que exigia autorização expressa do imperador para qualquer alienação. Não obstante, mais tarde a Várzea sofreu várias outras tentativas de parcelamento e alteração de seus objetivos primários, que sempre foram obstadas pelo poder público.

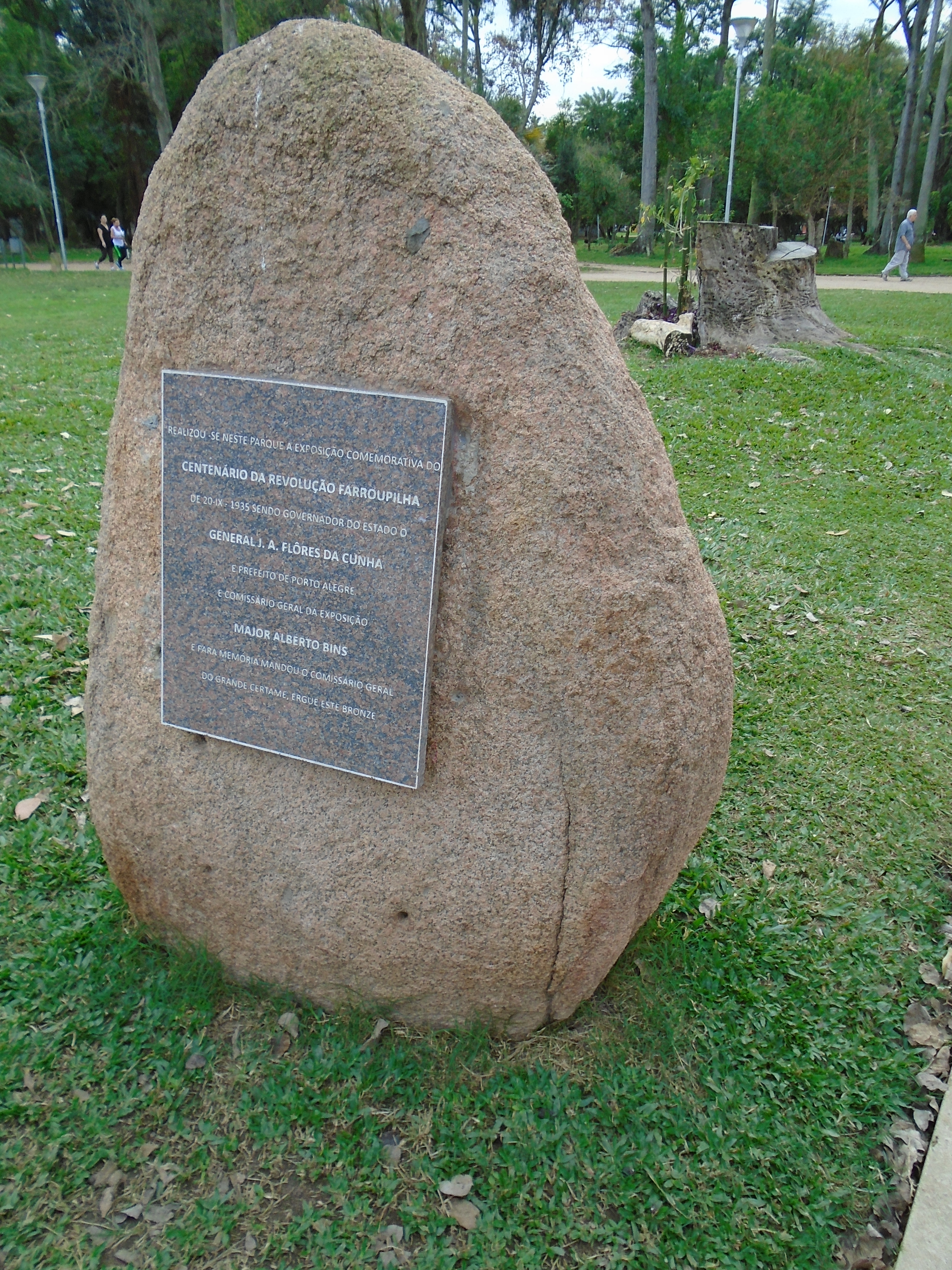
Marco em homenagem ao centenário da Guerra dos Farrapos

Durante a Revolução Farroupilha a área ficou do lado de fora das fortificações da cidade, e após o conflito uma inspeção da Câmara verificou diversas irregularidades, como cercas avançando seu território e uma chácara construída em seu centro, obras que receberam ordem de demolição imediata. Nos anos seguintes o próprio governo provincial e outros particulares tentaram fracionar o terreno para dar-lhe outros usos, sempre encontrando oposição da vereança. Em 1870 a Várzea recebeu sua primeira denominação oficial, passando a se chamar Campo do Bonfim, em vista da construção da Capela do Bonfim em seu limite norte. Houve ainda posteriores ameaças à integridade da área, geralmente frustradas, mas em 1872 o Presidente da Província autorizou a construção de um quartel militar no seu limite sudeste, a origem do atual Colégio Militar de Porto Alegre. Com o progresso da urbanização no entorno passaram a se tornar importantes considerações de ordem sanitária. Ainda sujeito a alagamentos ocasionais, o local também foi usado como área de secagem de couros, ponto de reunião de carretas e de depósito do lixo urbano até meados de 1890, a despeito de pareceres contrários da Junta de Higiene da Província.

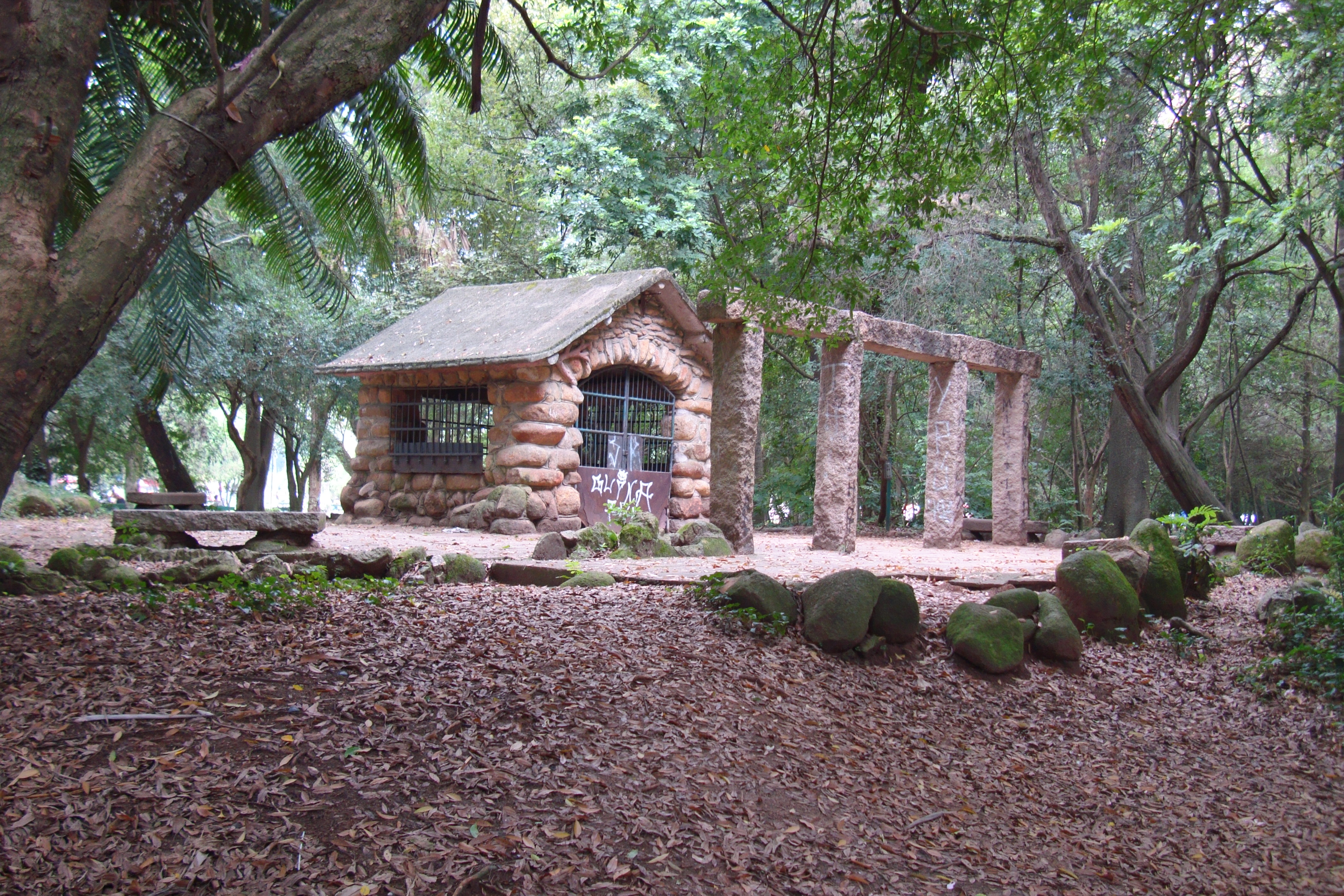
Recanto Alpino

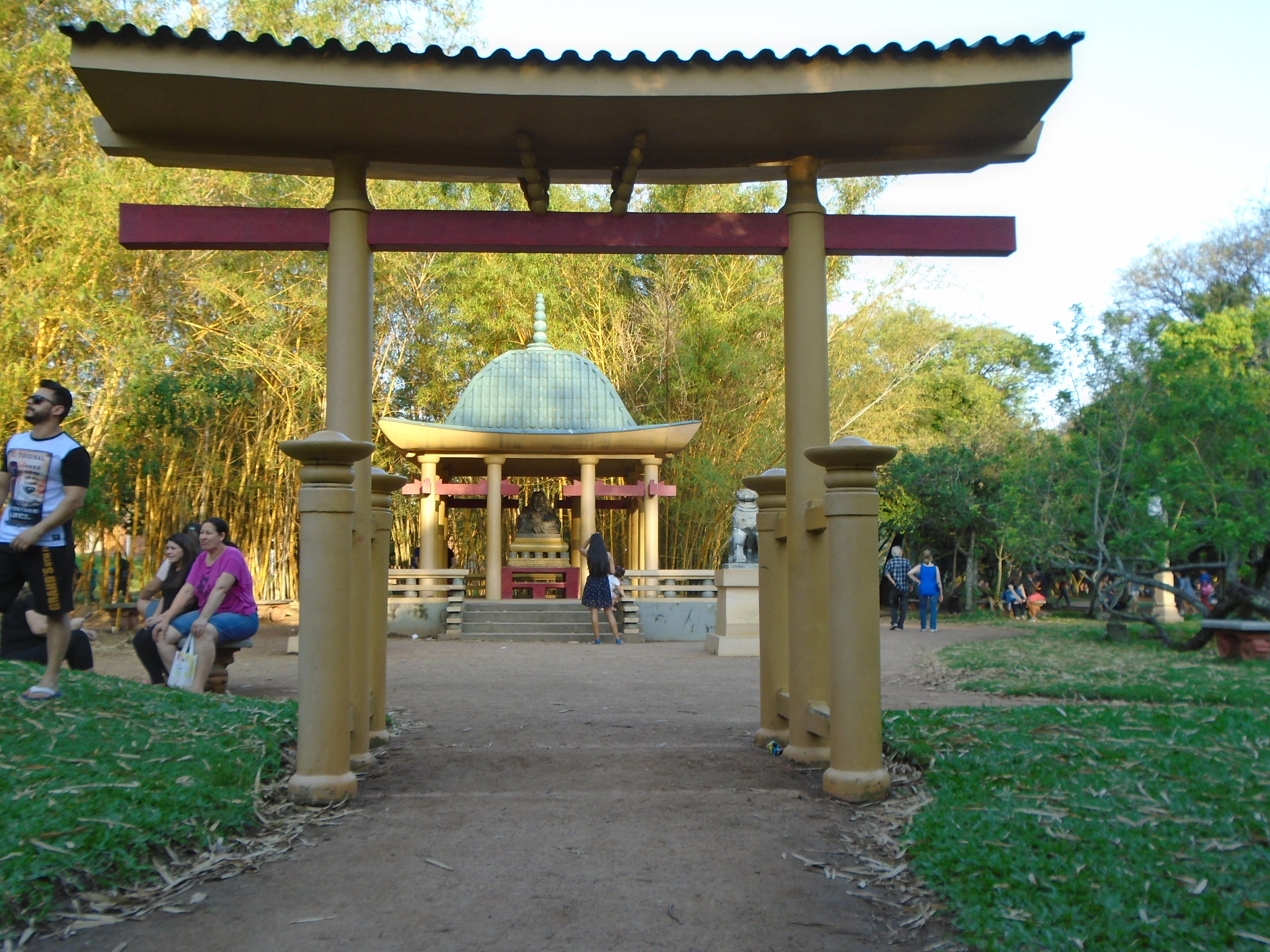
Recanto Oriental, com pórtico, lago, leões em pedra e pavilhão do Buda

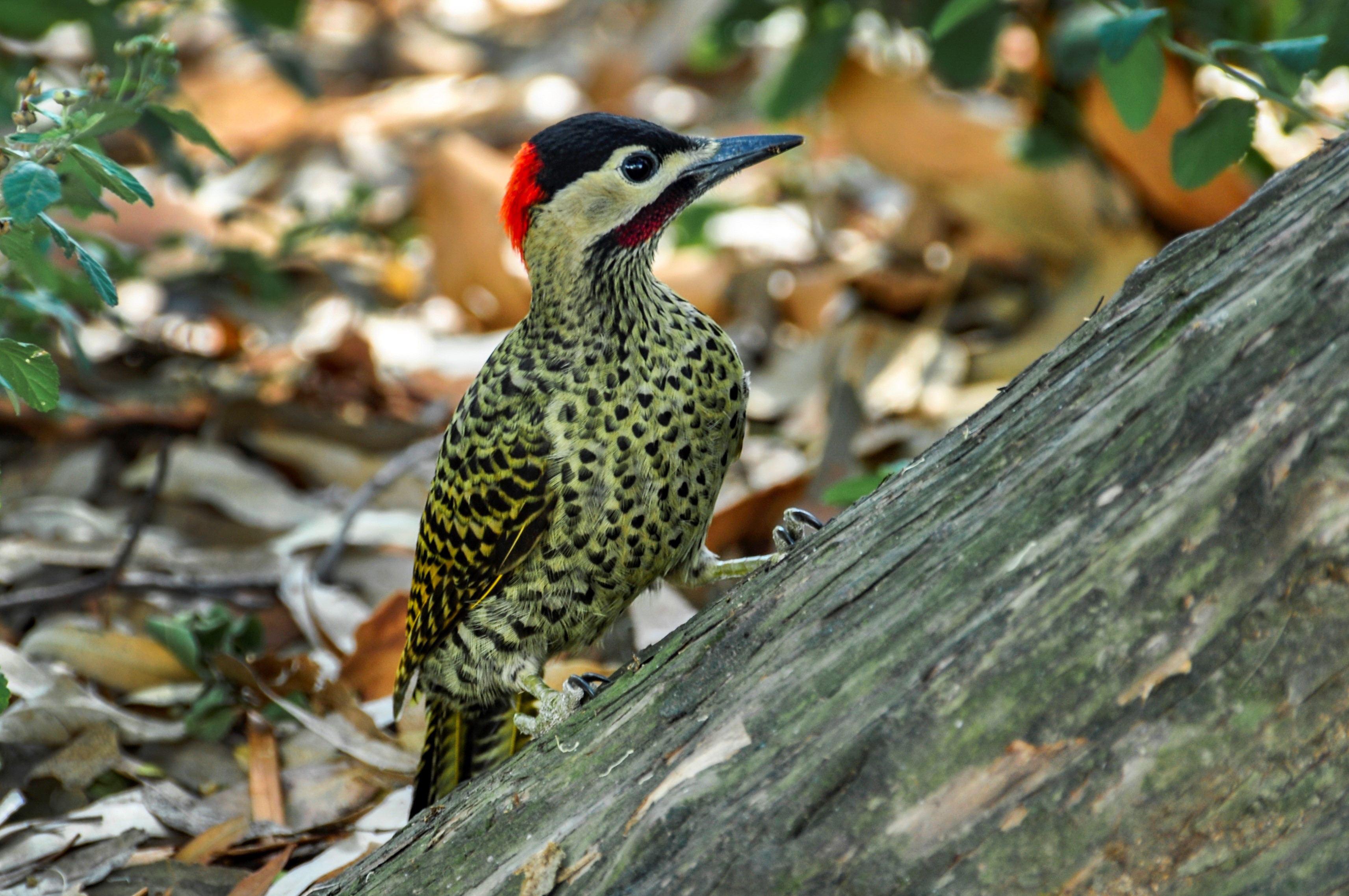
Um pica-pau, parte da fauna do parque

Em 7 de setembro de 1884 o logradouro teve seu nome alterado para Campos da Redenção, comemorando a precoce abolição da escravatura na cidade. Nesta época o parque já estava rodeado de edificações por todos os lados, e em 1889 o intendente José Montaury teve a ideia de abrir alamedas em seu interior para um melhor ajardinamento, ao mesmo tempo em que tencionava vender áreas excedentes para custear as reformas, o que só veio a se concretizar mais tarde. Entretanto, uma grande parcela do parque foi ajardinada e embelezada por ocasião da grande Exposição Estadual de 1901, que ensejou a construção de um circo de touradas, uma pista de corridas de cavalos e o velódromo da União Velocipédica, estruturas que não sobreviveram por muito tempo. Outra fração fora já cedida em 1900 para a construção da Escola de Engenharia, e em 1911 foram postos a leilão diversos terrenos no lado sul. Um pouco mais tarde uma grande área foi perdida para a construção dos prédios de outras escolas da Universidade Federal do Rio Grande do Sul e do antigo Colégio Júlio de Castilhos, concentrados no lado noroeste.
Em 1914 João Moreira Maciel, arquiteto da Intendência, elaborou um Plano de Melhoramentos e Embelezamento da Capital, prevendo para o parque uma divisão em nove quarteirões. Em 1927 iniciou-se o efetivo ajardinamento dos Campos da Redenção, com a implantação do Jardim Paulo Gama ao norte e a proibição da parada de carretas e rebanhos em 1928. Nos preparativos para a Exposição do Centenário da Farroupilha em 1935 toda a parte sul foi drenada, nivelada e urbanizada, seguindo um projeto do urbanista francês Alfred Agache. Neste ano, em 19 de setembro, sua denominação foi alterada para Parque Farroupilha, que se mantém até hoje. Ao mesmo tempo, o parque perdeu nova fração com a construção do Instituto de Educação General Flores da Cunha junto à avenida Osvaldo Aranha.
No início da década de 1940, foi inaugurada a piscina no eixo central, que servia para competições de natação e para o público em geral. Em 17 de janeiro de 1967, Sérgio Renato de Lima Vianna, então com 5 anos de idade, morreu afogado no local, levando o prefeito Célio Marques Fernandes a determinar o aterramento e a transformação da piscina em espelho d'água.
Os recantos Jardim Alpino, Jardim Europeu e Jardim Oriental foram implantados em 1941 por Arnaldo Gladosch. Após a grande enchente de 1941 foi criado um recanto que recebeu o antigo chafariz francês de ferro fundido, que estava instalado na Praça Pereira Parobé, e que antes já havia estado na Praça XV de Novembro. Em 1953 foi inaugurado o Monumento ao Expedicionário, obra do escultor Antônio Caringi, e em 1964, o novo Auditório Araújo Viana, projeto de Moacir Moojen Marques e Carlos Maximiliano Fayet.
Desde então o conjunto não cessou de ser ajardinado e urbanizado, mas os jardins perderam outros fragmentos para dar lugar a postos de gasolina e a um parque de diversões, um minizoo e um complexo desportivo. O Parque foi tombado em 3 de janeiro de 1997 pela Prefeitura. Dos 69 hectares originais do parque, hoje restam 35,7 ha, possuindo 45 monumentos em seu interior, e diversos ambientes ornamentados com arquiteturas pitorescas, como pergolados, cabanas, pavilhões e caramanchões, alamedas decoradas com bancos e ânforas em pedra, canteiros de plantas ornamentais.

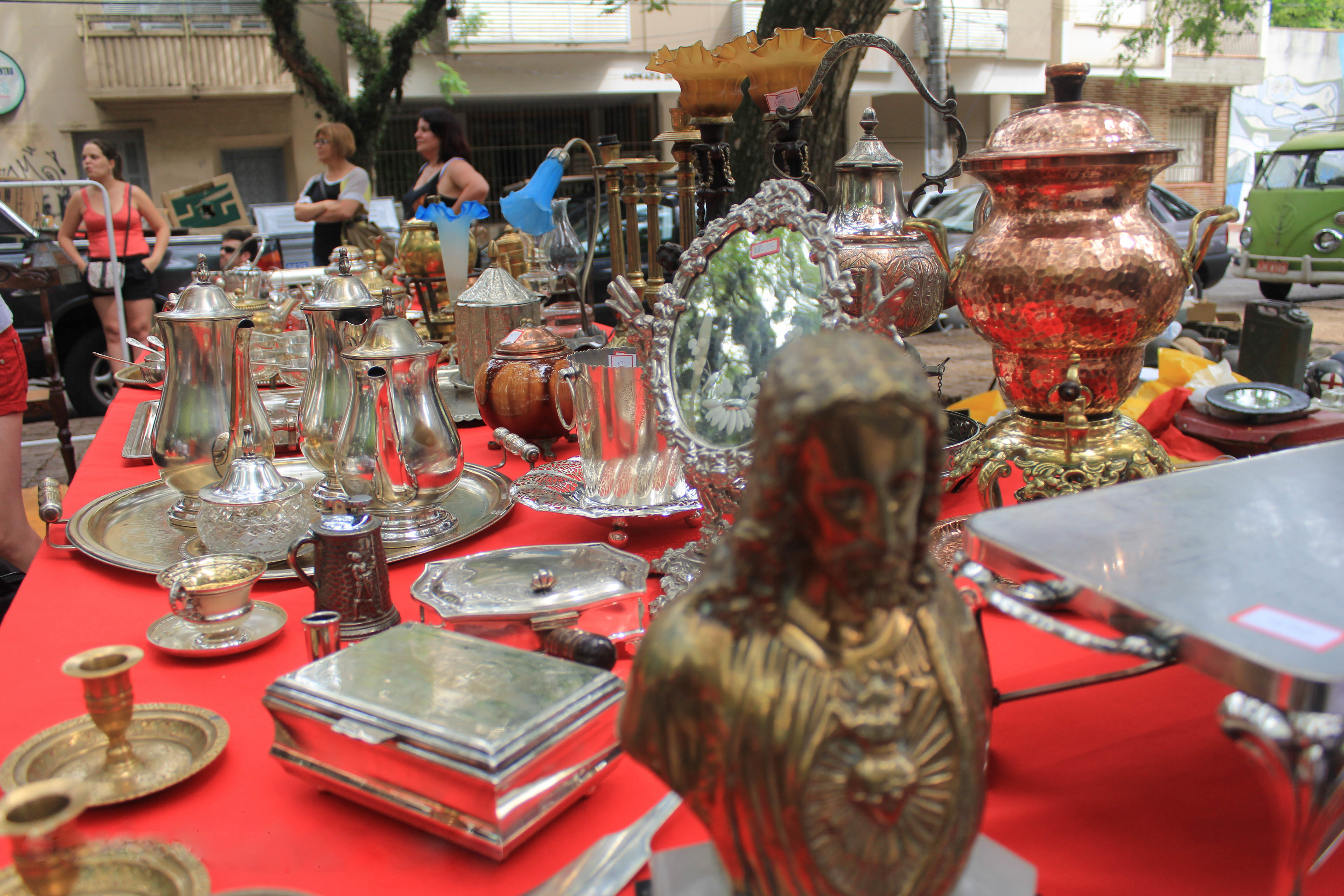
Banca de antiguidades no Brique da Redenção

A Redenção se tornou o parque mais popular da cidade, oferecendo uma ampla gama de atrativos, serviços e possibilidades de lazer, atraindo pessoas de todos os segmentos sociais e faixas etárias. Não apenas os espaços estão sempre disponíveis, como nele associações e entidades organizam uma infinidade de eventos de variados gêneros, como encontros para meditação, competições esportivas, manifestações políticas, declamação de poesia, contação de histórias, oficinas de foto e vídeo, apresentações de artistas de rua e outros.
Aos domingos realiza-se junto à avenida José Bonifácio o Brique da Redenção, com inúmeras bancas que vendem artesanato, livros, alimentos e outros produtos. Metade do Brique é destinada à venda de antiguidades. Evento tradicionalíssimo na cidade, o grande afluxo de público ao Brique o torna um importante espaço para socialização. Desde 2005 o Brique da Redenção é Patrimônio Cultural do Rio Grande do Sul.

## Conservação e controvérsias
Apesar da sua grande frequentação e tradição, a Redenção sofre historicamente com vários problemas. A depredação dos espaços e monumentos é recorrente, e a maioria das estátuas, bustos e placas em bronze foi danificada ou roubada. Há reclamações frequentes sobre sujeira, pouca iluminação e pouca segurança, e há relatos de tráfico de drogas e sexo no local. O responsável pela administração é a Prefeitura, que por seu lado alega não ter recursos suficientes para atender a todas as demandas, embora tenha investido em diversas obras nos anos recentes, como na recuperação do chafariz luminoso. Várias vezes foi proposto o seu cercamento, sempre encontrando grande resistência da população.

### Concessão à iniciativa privada
Em 2022, alegando que o parque é deficitário, o governo municipal anunciou que em 2023 pretende apresentar licitação para sua concessão à iniciativa privada, gerando muitos protestos. No mesmo pacote o governo pretende conceder também a Orla do Lami, o Parque Marinha do Brasil, e os Trechos 2 e 3 da Orla do Guaíba. Um dos principais pontos de conflito é a inclusão de um estacionamento subterrâneo pago para 577 vagas junto ao Auditório Araújo Viana, o que alegadamente daria sustentabilidade financeira para o projeto, mas a viabilidade técnica disso foi questionada, sendo apontado o risco de que a obra traga impactos negativos para a vegetação, para o lençol freático e para o tráfego de veículos da região. Também teme-se que a concessão traga restrição para a livre expressão de manifestações populares, e foi apontado que o parque é tombado e as reformas previstas alterariam suas características.
Para o professor da UFRGS José Damico, a concessão "é o esvaziamento de tudo o que é comum; afasta a população que historicamente já é afastada", pois a privatização de serviços tenderia a selecionar o público de acordo com seu poder aquisitivo. Para o Coletivo Preserva Redenção, que reúne mais de 80 entidades, a alegação de que o parque seria deficitário é descabida, e esse processo é parte de uma tendência recente "por que passam as administrações municipais, no sentido de se livrarem da responsabilidade de administrar os espaços públicos". O Coletivo publicou em outubro uma carta aberta, dizendo que "a passos largos, assistimos ao prefeito Sebastião Melo avançar sobre o patrimônio público porto-alegrense, privatizando espaços públicos, marca registrada de sua administração público-privada, de frente para o empresariado do comércio e da especulação imobiliária e de costas para o meio-ambiente natural e o bem-estar dos cidadãos e cidadãs desta cidade".
Em outubro de 2023, o projeto de concessão da Redenção à iniciativa privada foi suspenso pela prefeitura. Manifestações lideradas pelo Coletivo Preserva Redenção desgastaram o poder executivo de Porto Alegre, levando o prefeito Sebastião Melo a decidir não seguir com o projeto antes de concorrer à reeleição, em 2024.

## Galeria

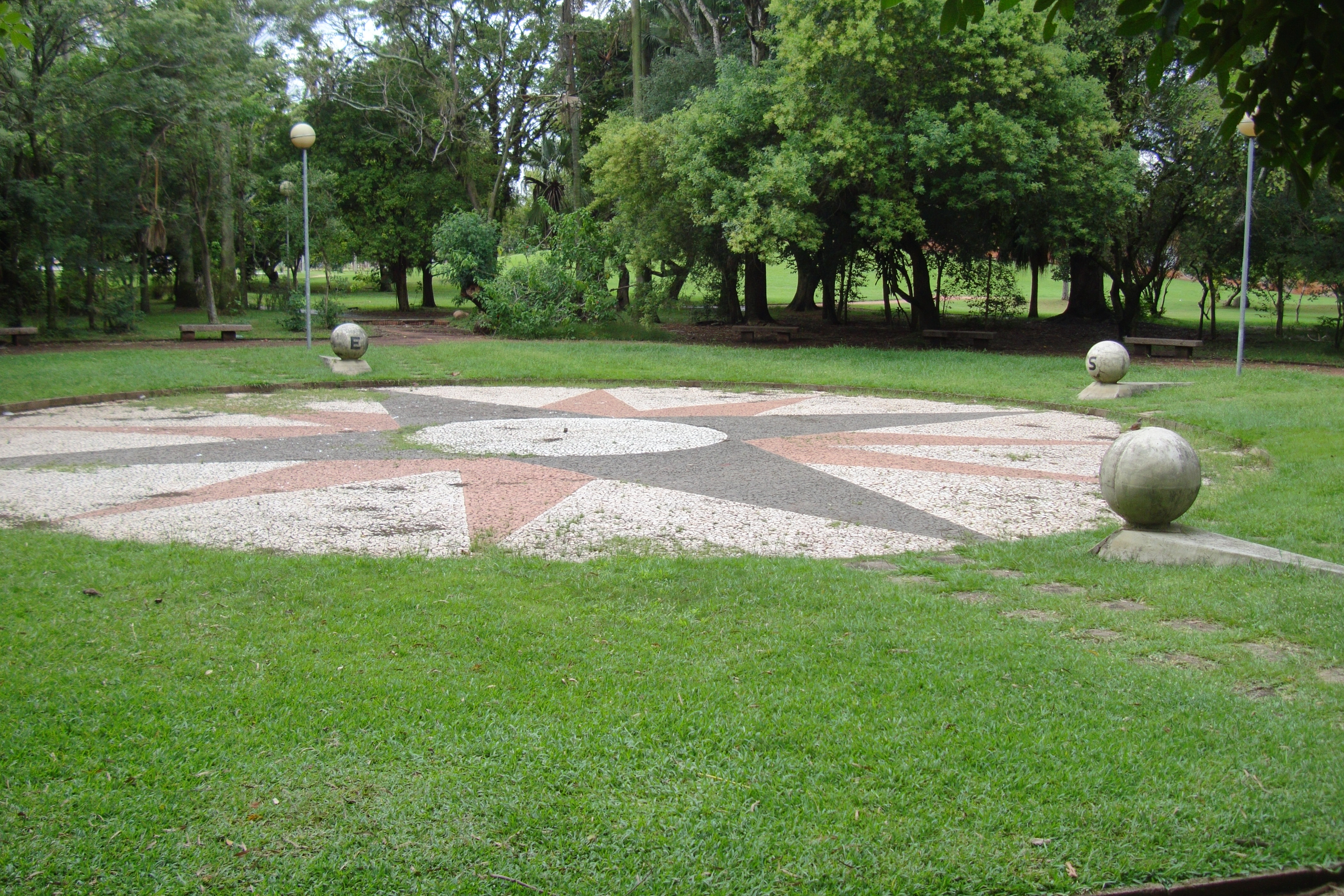
Recanto Solar, com uma rosa dos ventos desenhada no chão
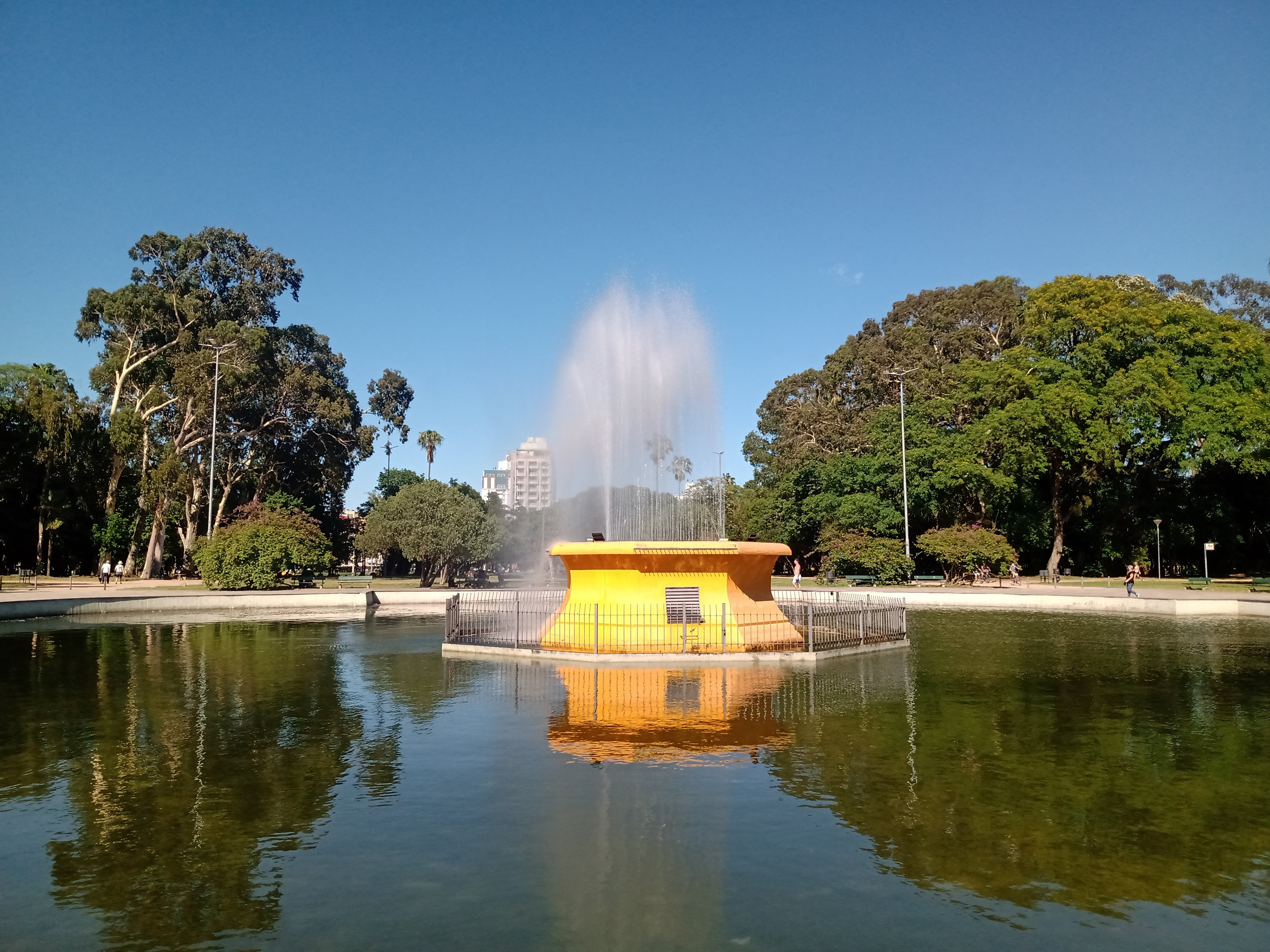
Chafariz
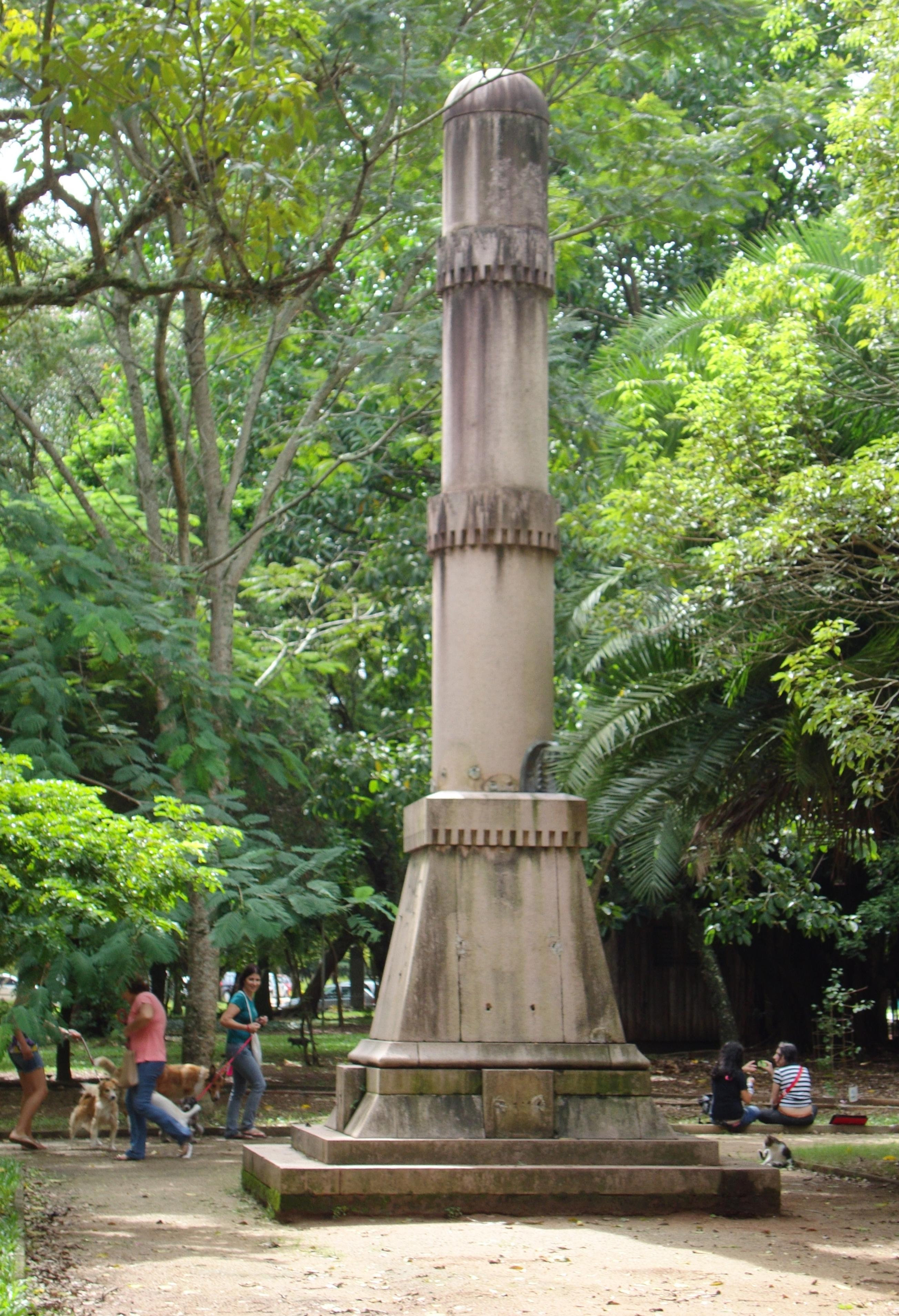
Monumento à Imigração Libanesa
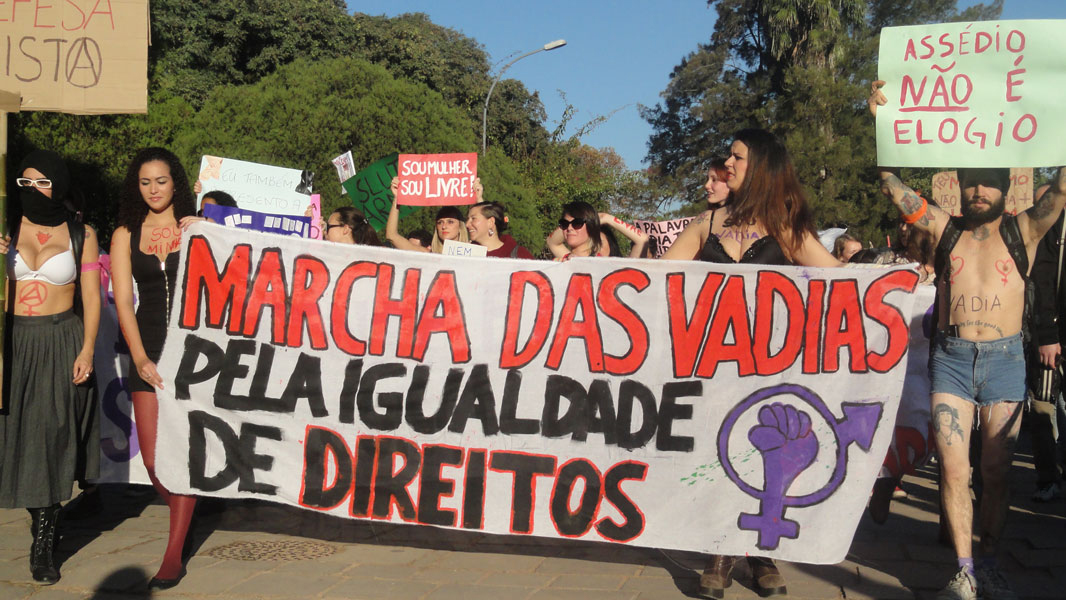
Marcha das Vadias de 2013
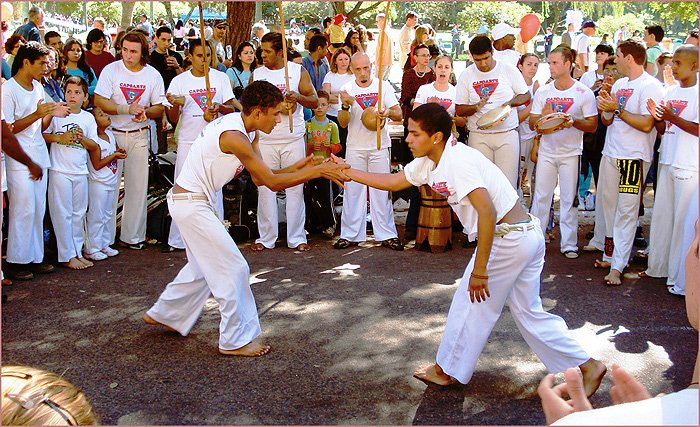
Roda de capoeira